# PJ Harvey
Polly Jean Harvey, MBE, (* 9. října 1969 Bridport, Anglie) je anglická zpěvačka, kytaristka a autorka písní, jedna z předních představitelek britského alternative rocku. Mimo kytary ovládá i další nástroje, jako jsou piano, saxofon, varhany, basa, harmonika a v neposlední řadě autoharfa.

## Život

### Dětství a dospívání
PJ Harvey se narodila 9. října 1969 v Bridportu v Dorsetu na jihozápadě Anglie. Její rodiče Ray a Eva Harvey vlastnili a stále vlastní ovčí farmu ve městě Yeovil nedaleko Bridportu. Zde PJ Harvey společně se svým starším bratrem vyrůstala. V městečku s 600 obyvateli byla jedinou mladou dívkou mezi samými muži. Nutně se v tomto prostředí cítila izolovaná a podle svých pozdějších slov se chovala jako divoženka.
Ačkoliv žila rodina Harveyových celkem uzavřeně a příliš nevyhledávala kontakt s okolím, postarali se rodiče o to, aby PJ dostala dobré hudební vzdělání. Zvali domů muzikanty, kteří hráli v okolí. Za svou pohostinnost pak žádali pro svou dceru osobní lekce hry na hudební nástroje. V 11 letech tak dokázala velmi dobře hrát na kytaru, bubny, housle, cello a saxofon . Rodiče jí také představili blues a experimentální rock prostřednictvím muzikantů Johna Lee Hookera, Jimiho Hendrixe nebo Captaina Beefhearta. Později ona sama objevila punk a post-punk v podání Television, Patti Smith a Pixies.
PJ Harvey původně chtěla být umělkyní a hudbu měla spíše jako prostředek k uvolnění stresu. Zajímavostí je, že chodit na schůzky s chlapci začala až v devatenácti, tedy dva roky poté, co začala skládat písně.

### Osobní život
O svém soukromí nerada mluví. V devadesátých letech měla vztah s bubeníkem a fotografem Joem Dilworthem. V letech 1996 vznikl vztah mezi ní a Nickem Cavem během spolupráce na jeho albu Murder's Ballads. Ani tento vztah neměl dlouhého trvání a své rozčarování z něj vyjádřil Nick Cave v písních West Country Girl, Black hair a Green Eyes na albu The Boatman's Call.
PJ Harvey nevylučuje, že bude mít děti. Ale až poté, co se vdá za muže, o kterém si bude jistá ve všech směrech, což, jak připouští, se možná nikdy nestane.

### PJ Harvey a feminismus
Své názory na sex, feminismus a genderové role PJ Harvey moc nevyjadřuje. Některými je kategorizována jako feministická autorka, ale ona sama se od tohoto označení distancuje. Podle jejích slov měli na její tvorbu největší vliv muži (Dylan, Neil Young nebo Captain Beefheart), zejména proto, že v hudbě, kterou dělá, se žádné ženy, ke kterým by vzhlížela, nevyskytovaly. Přesto má ženu, ke které vzhlíží: je jí Marianne Faithfull. Sama říká, že sexualita je pro ni velmi důležitou součástí její hudby. Pokud by ji potlačovala, vzdala by se části své osobnosti.
V roce 2004 pobouřila čtenáře časopisu Bust, když v rozhovoru řekla, že zabývat se tím, jaké je to být ženou v showbusinessu, považuje za ztrátu času. I přes svůj odmítavý postoj k některým feministickým myšlenkám zůstává PJ Harvey oblíbenou autorkou mnoha z nich. A to pro svou hudbu, která je o nezávislosti, a také pro svou vizi nezávislé kariéry, za kterou si vždy cílevědomě šla.

## Hudební tvorba
PJ Harvey za své kariéry nahrála osm studiových alb. Dvě z nich ještě jako součást tria PJ Harvey, zbytek byly její čistě sólové projekty.

### Kapely
PJ Harvey působila ve dvou kapelách. Automatic Dlamini byla kapela založená Johnem Parishem, který byl dlouholetým spolupracovníkem PJ Harvey. Spolupracovali i později na jejích sólových albech. Každopádně za působení PJ v Automatic Dlamini nebylo nic oficiálně vydáno.
Její druhou kapelou bylo trio PJ Harvey, které v roce 1991 po odchodu z Automatic Dlamini založila spolu s Robem Ellisem a Ianem Olliverem. Ollivera později vystřídal Steve Vaughan. Po krušných začátcích se ke konci roku 1991 dostavil úspěch se singlem Dress. Další rok kapela vydala své první album Dry. Toto album ocenili i v muzikantské komunitě. Časopis Rolling Stone vyhlásil PJ za Songwriter of the year (Písničkářku roku) a za Best New Female Singer (Nejlepší ženskou zpěvačku). V roku 1993 vydalo trio i své druhé album Rid of Me. V létě stejného roku se ale kapela definitivně rozpadla.

### Sólová kariéra
Polly Jean začala svou sólovou kariéru albem To Bring You My Love (1995), na kterém spolupracovala opět s Johnem Parishem. Od předešlých nahrávek se odlišovalo svou „futurističností“- použila např. organ nebo syntetizátor. Podle časopisu Spin patří toto třetí album mezi nejlepší alba devadesátých let.
Na dalším projektu obnovila spolupráci s bývalým členem tria - Robem Ellisem. Výsledkem bylo v roce 1998 elektronicky laděné Is This Desire?. Za toto album byla PJ Harvey taky nominovaná i na Grammy Award za Best Alternative Music Performance (Nejlepší Alternativní Hudební Vystoupení). Album obsahuje i její nejúspěšnější singl A Perfect Day Elise.
V novém miléniu se Harvey rozhodla do své hudby zakomponovat indie rock a pop rock, na desce hostovali i Radiohead. Její další album Stories from the City, Stories from the Sea bylo tedy víc mainstreamové než předešlé. V roce 2001 získala Mercury Music Prize. Předávání se konalo ve Washingtonu 11. září, tedy v den teroristických útoků na Pentagon.
Uh Huh Her je název její šestého alba. Vyšlo v roce 2004 a opět se od její předcházející tvorby něčím liší. Tentokrát sama nahrála všechny hudební nástroje. V roce 2007 vyšlo album White Chalk, které se už ani zdaleka nepodobalo alternativnímu rocku, na jaký jsme byli od PJ Harvey zvyklí. Téměř všechny písně jsou klavírní balady. Na turné hrála všechny skladby sama bez kapely.
V roce 2011 vydala album Let England Shake. Za toto album taky získala svou druhou Mercury Music Prize. Je první autorkou, která toto ocenění získala víc než jednou.
V roce 2016 vyšlo album The Hope Six Demolition Project.
V roce 2023 vyšlo album I Inside the Old Year Dying

### Změna image
Harvey je známa svými častými změnami image, které pojí s hudbou, kterou tvoří. Stejně tak jako je jiné každé její album, tak se s každou nově nahranou deskou mění i její vzhled. Sama o sobě tvrdí, že se nerada opakuje.
V časech To Bring You My Love nosila až teatrální kostýmy s výrazným make-upem. Tohle experimentování se vzhledem (s feminitou) bylo někdy pojímané i jako „snaha získat potěšení a moc coby agresivní žena, co vystupuje ze škatulky očekávaného chování, až se to posune do úplně jiné roviny“.

## Diskografie
| Rok vydání | Jméno                                       | Label    |
| ---------- | ------------------------------------------- | -------- |
| 1992       | Dry                                         | Too Pure |
| 1993       | Rid of Me                                   | Island   |
| 1993       | 4-Track Demos                               | Island   |
| 1995       | To Bring You My Love                        | Island   |
| 1998       | Is This Desire?                             | Island   |
| 2000       | Stories from the City, Stories from the Sea | Island   |
| 2004       | Uh Huh Her                                  | Island   |
| 2007       | White Chalk                                 | Island   |
| 2009       | A woman A man walked by (with John Parish)  | Island   |
| 2011       | Let England Shake                           | Island   |
| 2016       | The Hope Six Demolition Project             | Island   |
| 2023       | I Inside the Old Year Dying                 | Partisan |

## Videoklipy
Videoklipy k písním z alba Let England Shake jsou dílem irského fotografa Seamuse Murphyho.